# Pestalotiopsis
Pestalotiopsis is een geslacht van schimmels behorend tot de familie Sporocadaceae. De familie heeft een typesoort van Pestalotiopsis guepinii.

## Gastheren
Er is bevestigd dat sommige soorten Pestalotiopsis ziekten bij mens en dier veroorzaken. Pestalotiopsis sp. zijn geïsoleerd uit een bronchiale biopsie, schaafwonden aan het hoornvlies, ogen, voeten, vingernagels, hoofdhuid en sinussen van het menselijk lichaam. In 2013 werd het eerste geval van schimmelkeratitis, veroorzaakt door Pestalotiopsis clavispora, geregistreerd.
Pestalotiopsis-soorten staan bekend als Plantenpathogenen, gewone endofyten of saprobes in een verscheidenheid aan gastheren en omgevingen. De soorten schimmels binnen dit geslacht worden normaal gesproken beschouwd als secundaire ziekteverwekkers die verantwoordelijk kunnen zijn voor een verscheidenheid aan plantenziekten, waaronder kanker, afsterving, bladvlekken, naaldziekte, puntziekte, grijze bacterievuur, ernstige chlorose, fruitrot en diverse andere soorten schimmels. Pestalotiopsis-soorten komen voor als generalistische endofyten in bomen van de West-Ghats-bossen in Zuid-India. In Chili zijn Pestalotiopsis clavispora en andere Pestalotiopsis spp. veroorzaakt stengelrot na de oogst bij avocadoplanten. Pestalotiopsis spp. veroorzaken ook bladvlekken op Japanse persimmon.
Er zijn 19 verschillende Pestalotiopsis-soorten gevonden als endofyten uit schors en naalden van Pinus armandii Franch. in China. Botella en Diez rapporteerden de isolatie van een Pestalotiopsis sp. van Pinus halepensis Molen. in Spanje, en Maharachchikumbura et al. verwezen naar een Pestalotiopsis sp. geïsoleerd uit een Pinus sp. in China. Pestalotiopsis-soorten zijn ook als endofyten geïsoleerd uit dennenzaden van Pinus armandii in de provincie Yunnan, China, en verschillende andere dennensoorten in Europa en Noord-Amerika. In 2020 werd Pestalotiopsis pini subsp. november, gevonden als een opkomende ziekteverwekker op Pinus pinea en op Pinus pinaster in Portugal.
In 2013 werd een nieuwe soort Pestalotiopsis gevonden uit bladvlekken op Licuala grandis uit Hainan, China.
Neopestalotiopsis- en Pestalotiopsis-soorten werden genoteerd als veroorzakers van guaveschurft in Colombia.
In 2018 werd de eerste melding gemaakt van bladvlekkenziekte bij olifantsappel (Dillenia indica), veroorzaakt door Pestalotiopsis sp. vond plaats in India.
In 2021 vond de eerste waarneming plaats van Pestalotiopsis chamaeropis, die bladvlekken veroorzaakte op Eurya nitida, in China. In hetzelfde jaar bleek Pestalotiopsis kenyana bladvlekkenziekte te veroorzaken op Zanthoxylum schinifolium in de provincie Sichuan, China.

## Toepassingen
Sommige soorten uit het geslacht kunnen groeien op het synthetische polymeer polyurethaan als de enige koolstofbron onder zowel aerobe als anaerobe omstandigheden, en zijn daarom veelbelovend als een vorm van bioremediatie voor afvalvermindering.
Sommige leden van het geslacht kunnen taxol produceren.
In 2009 werd Chloropestolide A, een antitumormetaboliet, gevonden in Pestalotiopsis fici.

## Soorten
Volgens Index Fungorum telt het geslacht 313 soorten (peildatum maart 2024):
| Soortnaam                            | Auteur(s)                                                               | Publicatiejaar |
| ------------------------------------ | ----------------------------------------------------------------------- | -------------- |
| Pestalotiopsis abietis               | C.M. Tian & M. Gu                                                       | 2021           |
| Pestalotiopsis aceris                | (Henn.) Y.X. Chen                                                       | 1994           |
| Pestalotiopsis acrocomiarum          | Bat.                                                                    | 1954           |
| Pestalotiopsis acroramosa            | G.C. Zhao                                                               | 2012           |
| Pestalotiopsis adusta                | (Ellis & Everh.) Steyaert                                               | 1953           |
| Pestalotiopsis aeruginea             | (Steyaert) Steyaert                                                     | 1949           |
| Pestalotiopsis affinis               | Y.X. Chen & G. Wei                                                      | 2002           |
| Pestalotiopsis aggestorum            | F. Liu & L. Cai                                                         | 2017           |
| Pestalotiopsis albomaculans          | (Henn.) Y.X. Chen                                                       | 1994           |
| Pestalotiopsis algeriensis           | (Sacc. & Berl.) Y.X. Chen                                               | 1997           |
| Pestalotiopsis aloes                 | (Trinchieri) J. Xiang Zhang & T. Xu                                     | 2003           |
| Pestalotiopsis alpiniae              | Y.X. Chen & G. Wei                                                      | 2002           |
| Pestalotiopsis anacardiacearum       | Yan M. Zhang, Maharachch. & K.D. Hyde                                   | 2013           |
| Pestalotiopsis anacardii             | Kamil, T.P. Devi, N. Mathur, O.P. Singh, P. Pandey, Prabhak. & V. Patil | 2012           |
| Pestalotiopsis angusta               | Steyaert                                                                | 1953           |
| Pestalotiopsis annonae               | Bat. & Peres                                                            | 1966           |
| Pestalotiopsis annulata              | (Berk. & M.A. Curtis) Steyaert                                          | 1949           |
| Pestalotiopsis antenniformis         | (B.J. Murray) Y.X. Chen                                                 | 1994           |
| Pestalotiopsis anthurii              | (Henn.) Rib. Souza                                                      | 1985           |
| Pestalotiopsis antiaris              | Y.X. Chen & G. Wei                                                      | 2002           |
| Pestalotiopsis apiculata             | (T.Z. Huang) T.Z. Huang                                                 | 1983           |
| Pestalotiopsis aquatica              | (Ellis & Everh.) Steyaert                                               | 1949           |
| Pestalotiopsis arachidis             | Satya                                                                   | 1964           |
| Pestalotiopsis arborei               | N.I. Singh                                                              | 1981           |
| Pestalotiopsis arceuthobii           | Maharachch., K.D. Hyde & Crous                                          | 2014           |
| Pestalotiopsis ardisiae              | (Henn.) X.A. Sun & Q.X. Ge                                              | 1990           |
| Pestalotiopsis arengae               | Maharachch., K.D. Hyde & Crous                                          | 2014           |
| Pestalotiopsis australasiae          | Maharachch., K.D. Hyde & Crous                                          | 2014           |
| Pestalotiopsis australis             | Maharachch., K.D. Hyde & Crous                                          | 2014           |
| Pestalotiopsis baarnensis            | Steyaert                                                                | 1949           |
| Pestalotiopsis batatas               | (Ellis & Everh.) G.C. Zhao & Nan Li                                     | 1995           |
| Pestalotiopsis besseyi               | (Guba) Nag Raj                                                          | 1985           |
| Pestalotiopsis betazamiae            | (Guba) Y.X. Chen & G. Wei                                               | 2009           |
| Pestalotiopsis bicilia               | (Dearn. & Bisby) Y.X. Chen                                              | 1997           |
| Pestalotiopsis biciliata             | Maharachch., K.D. Hyde & Crous                                          | 2014           |
| Pestalotiopsis bicolor               | (Ellis & Everh.) A.R. Liu, T. Xu & L.D. Guo                             | 2006           |
| Pestalotiopsis brachiata             | F. Liu & L. Cai                                                         | 2017           |
| Pestalotiopsis brassicae             | (Guba) Maharachch., K.D. Hyde & Crous                                   | 2014           |
| Pestalotiopsis breviseta             | (Sacc.) Steyaert                                                        | 1949           |
| Pestalotiopsis brideliae             | (C.I. Chen) Y.X. Chen                                                   | 1997           |
| Pestalotiopsis briosiana             | (Montemart.) J.G. Wei & T. Xu                                           | 2005           |
| Pestalotiopsis bruguierae            | Purkay. & A.K. Pal bis                                                  | 1996           |
| Pestalotiopsis bulbophylli           | S.F. Ran & Yong Wang bis                                                | 2017           |
| Pestalotiopsis calabae               | (Westend.) Steyaert                                                     | 1949           |
| Pestalotiopsis camelliae             | Yan M. Zhang, Maharachch. & K.D. Hyde                                   | 2012           |
| Pestalotiopsis camelliae-japonicae   | Y.X. Shu & W. Dong                                                      | 2023           |
| Pestalotiopsis camelliae-oleiferae   | Qin Yang & He Li                                                        | 2021           |
| Pestalotiopsis canangae              | (Koord.) Y.X. Chen                                                      | 1993           |
| Pestalotiopsis canarii               | Y.X. Chen & G. Wei                                                      | 2003           |
| Pestalotiopsis capitata              | (Ellis) Y.X. Chen & G. Wei                                              | 2009           |
| Pestalotiopsis capparicola           | Bat. & H. Maia                                                          | 1957           |
| Pestalotiopsis carbonacea            | (Steyaert) Steyaert                                                     | 1949           |
| Pestalotiopsis caroliniana           | (Guba) Y.X. Chen                                                        | 1994           |
| Pestalotiopsis carveri               | (Guba) P.L. Zhu, Q.X. Ge & T. Xu                                        | 1991           |
| Pestalotiopsis casuarinae            | (Cooke & Massee) Nag Raj                                                | 1993           |
| Pestalotiopsis caudata               | (Syd. & P. Syd.) B. Sutton                                              | 1973           |
| Pestalotiopsis cephalotaxi           | (Sawada) Y. Suto & Tak. Kobay.                                          | 1993           |
| Pestalotiopsis ceratoniae            | (Maubl.) Rib. Souza                                                     | 1985           |
| Pestalotiopsis chamaeropis           | Maharachch., K.D. Hyde & Crous                                          | 2014           |
| Pestalotiopsis chethallensis         | Sohi & O. Prakash                                                       | 1979           |
| Pestalotiopsis chiangmaiensis        | Y.R. Sun & Yong Wang bis                                                | 2023           |
| Pestalotiopsis chinensis             | Maharachch. & K.D. Hyde                                                 | 2012           |
| Pestalotiopsis cibotii               | (R.P. White) B. Sutton                                                  | 1993           |
| Pestalotiopsis cinchonae             | (Zimm.) A.R. Liu, T. Xu & L.D. Guo                                      | 2006           |
| Pestalotiopsis cinnamomi             | Y.X. Chen                                                               | 1994           |
| Pestalotiopsis citri                 | (Mundk. & Khesw.) Y.X. Chen                                             | 1997           |
| Pestalotiopsis citrina               | (McAlpine) Nag Raj                                                      | 1986           |
| Pestalotiopsis clavata               | Maharachch. & K.D. Hyde                                                 | 2012           |
| Pestalotiopsis clusiae               | (Griffon & Maubl.) J. Xiang Zhang & T. Xu                               | 2003           |
| Pestalotiopsis coffeae               | (Zimm.) Y.X. Chen                                                       | 1993           |
| Pestalotiopsis coffeae-arabicae      | Yu Song, K. Geng, K.D. Hyde & Yong Wang bis                             | 2013           |
| Pestalotiopsis colombiensis          | Maharachch., K.D. Hyde & Crous                                          | 2014           |
| Pestalotiopsis congensis             | (Henn.) Y.X. Chen                                                       | 1994           |
| Pestalotiopsis conigena              | (Lév.) G.C. Zhao & Nan Li                                               | 1995           |
| Pestalotiopsis conspicua             | (Servazzi) Y.X. Chen                                                    | 1997           |
| Pestalotiopsis coperniciae           | Steyaert                                                                | 1961           |
| Pestalotiopsis crassiuscula          | Steyaert                                                                | 1949           |
| Pestalotiopsis cruenta               | (Syd. & P. Syd.) Steyaert                                               | 1949           |
| Pestalotiopsis cryptomeriae          | (Cooke) B. Sutton                                                       | 1990           |
| Pestalotiopsis cycadis               | (Allesch.) Rib. Souza                                                   | 1985           |
| Pestalotiopsis darjeelingensis       | Dube, Bilgrami & H.P. Srivast.                                          | 1964           |
| Pestalotiopsis decolorata            | (Speg.) Steyaert                                                        | 1961           |
| Pestalotiopsis dianellae             | Crous                                                                   | 2017           |
| Pestalotiopsis digitalis             | Maharachch. & K.D. Hyde                                                 | 2015           |
| Pestalotiopsis dilleniae             | Y.X. Chen & G. Wei                                                      | 2002           |
| Pestalotiopsis dilucida              | F. Liu & L. Cai                                                         | 2017           |
| Pestalotiopsis diploclisiae          | Maharachch., K.D. Hyde & Crous                                          | 2014           |
| Pestalotiopsis disseminata           | (Thüm.) Steyaert                                                        | 1949           |
| Pestalotiopsis distincta             | (Guba) K. Yokoy.                                                        | 1975           |
| Pestalotiopsis diversiseta           | Maharachch. & K.D. Hyde                                                 | 2012           |
| Pestalotiopsis doitungensis          | X.Y. Ma, K.D. Hyde & J.C. Kang                                          | 2019           |
| Pestalotiopsis dracaenae             | Yong Wang bis, Yu Song, K. Geng & K.D. Hyde                             | 2015           |
| Pestalotiopsis dracaenicola          | Chaiwan & K.D. Hyde                                                     | 2020           |
| Pestalotiopsis dracontomelonis       | Maharachch. & K.D. Hyde                                                 | 2015           |
| Pestalotiopsis effecta               | G. Srivast., S.M. Kumar & M.P. Tandon                                   | 1977           |
| Pestalotiopsis elaeagni              | (J.V. Almeida & Sousa da Câmara) Y.X. Chen                              | 1997           |
| Pestalotiopsis elasticola            | (Henn.) J. Xiang Zhang & T. Xu                                          | 2003           |
| Pestalotiopsis eleutherococci        | S.Q. Tian, R. Xu & Phukhams.                                            | 2022           |
| Pestalotiopsis endophytica           | N.I. de Silva, Lumyong & K.D. Hyde                                      | 2021           |
| Pestalotiopsis ericacearum           | Yan M. Zhang, Maharachch. & K.D. Hyde                                   | 2013           |
| Pestalotiopsis etonensis             | C. Lock, Vitelli, Holdom, Y.P. Tan & R.G. Shivas                        | 2020           |
| Pestalotiopsis eugeniae              | (Thüm.) S. Kaneko                                                       | 1980           |
| Pestalotiopsis eupyrena              | (Tassi) Nag Raj                                                         | 1989           |
| Pestalotiopsis eusora                | (Sacc.) J. Xiang Zhang & T. Xu                                          | 2003           |
| Pestalotiopsis fici                  | Steyaert                                                                | 1949           |
| Pestalotiopsis flagisetula           | (Guba) Y.X. Chen                                                        | 1994           |
| Pestalotiopsis flavidula             | (Tassi) Y.X. Chen                                                       | 1994           |
| Pestalotiopsis formosana             | H.A. Ariyaw. & K.D. Hyde                                                | 2018           |
| Pestalotiopsis fuchsiae              | (Thüm.) Y.X. Chen                                                       | 1993           |
| Pestalotiopsis funerea               | (Desm.) Steyaert                                                        | 1949           |
| Pestalotiopsis funereoides           | Steyaert                                                                | 1949           |
| Pestalotiopsis furcata               | Maharachch. & K.D. Hyde                                                 | 2012           |
| Pestalotiopsis gastrolobii           | (Tassi) Nag Raj                                                         | 1989           |
| Pestalotiopsis gaultheriae           | (Dearn. & House) Y.X. Chen                                              | 1997           |
| Pestalotiopsis gibberosa             | (Sacc.) Y.X. Chen                                                       | 1993           |
| Pestalotiopsis gibbosa               | (Harkn.) Kyoko Watan., Nozawa & Callan                                  | 2018           |
| Pestalotiopsis gigas                 | Steyaert                                                                | 1953           |
| Pestalotiopsis glandicola            | (Castagne) Steyaert                                                     | 1949           |
| Pestalotiopsis gossypii              | (Hori) Y.X. Chen                                                        | 1994           |
| Pestalotiopsis gracilis              | (Kleb.) Steyaert                                                        | 1949           |
| Pestalotiopsis granati               | (Hüsey?n) Nag Raj & Melnik                                              | 1994           |
| Pestalotiopsis grandis               | Dube & Bilgrami                                                         | 1966           |
| Pestalotiopsis gravesii              | (Traverso) Tak. Kobay.                                                  | 1974           |
| Pestalotiopsis grevilleae            | Maharachch., K.D. Hyde & Crous                                          | 2014           |
| Pestalotiopsis guangdongensis        | Y.R. Xiong & Manawas.                                                   | 2022           |
| Pestalotiopsis guepinii              | (Desm.) Steyaert                                                        | 1949           |
| Pestalotiopsis hainanensis           | A.R. Liu, T. Xu & L.D. Guo                                              | 2007           |
| Pestalotiopsis hawaiiensis           | Maharachch., K.D. Hyde & Crous                                          | 2014           |
| Pestalotiopsis heritierae            | Purkay. & A.K. Pal bis                                                  | 1996           |
| Pestalotiopsis heterospora           | Bat., Poroca & J.L. Bezerra                                             | 1966           |
| Pestalotiopsis heucherae             | (Tehon & E.Y. Daniels) Tak. Kobay. & E.D. Guzmán                        | 1988           |
| Pestalotiopsis hispanica             | F. Liu, L. Cai & Crous                                                  | 2018           |
| Pestalotiopsis hollandica            | Maharachch., K.D. Hyde & Crous                                          | 2014           |
| Pestalotiopsis humicola              | Maharachch., K.D. Hyde & Crous                                          | 2014           |
| Pestalotiopsis hunanensis            | Qin Yang & He Li                                                        | 2021           |
| Pestalotiopsis hydei                 | Huanraluek & Jayaward.                                                  | 2021           |
| Pestalotiopsis hypodermia            | (Niessl) Steyaert                                                       | 1949           |
| Pestalotiopsis iberica               | P. Monteiro & M. Gonçalves                                              | 2021           |
| Pestalotiopsis ilicis                | (Westend.) Steyaert                                                     | 1949           |
| Pestalotiopsis inflexa               | Maharachch. & K.D. Hyde                                                 | 2012           |
| Pestalotiopsis intermedia            | Maharachch. & K.D. Hyde                                                 | 2012           |
| Pestalotiopsis italiana              | Maharachch., Camporesi & K.D. Hyde                                      | 2015           |
| Pestalotiopsis ixorae                | (Rangel) Bat. & Peres                                                   | 1966           |
| Pestalotiopsis jacksoniae            | (Henn.) Nag Raj                                                         | 1993           |
| Pestalotiopsis japonica              | (P. Syd.) Steyaert                                                      | 1949           |
| Pestalotiopsis javanica              | (Guba) Y.X. Chen                                                        | 1993           |
| Pestalotiopsis jiangsuensis          | Li Hua Zhu, Hui Li & D.W. Li                                            | 2024           |
| Pestalotiopsis jiangxiensis          | F. Liu & L. Cai                                                         | 2017           |
| Pestalotiopsis jinchanghensis        | F. Liu & L. Cai                                                         | 2017           |
| Pestalotiopsis juncestris            | Kohlm. & Volkm.-Kohlm.                                                  | 2001           |
| Pestalotiopsis kaki                  | K. Das, S.Y. Lee & H.Y. Jung                                            | 2020           |
| Pestalotiopsis kandelicola           | Norph., C.H. Kuo & K.D. Hyde                                            | 2020           |
| Pestalotiopsis kenyana               | Maharachch., K.D. Hyde & Crous                                          | 2014           |
| Pestalotiopsis keteleeriae           | Yu Song, K.D. Hyde & Y. Wang                                            | 2014           |
| Pestalotiopsis knightiae             | Maharachch., K.D. Hyde & Crous                                          | 2014           |
| Pestalotiopsis krabiensis            | Tibpromma & K.D. Hyde                                                   | 2018           |
| Pestalotiopsis kunmingensis          | J.G. Wei & T. Xu                                                        | 2004           |
| Pestalotiopsis kwangsiensis          | Y.X. Chen & G. Wei                                                      | 2002           |
| Pestalotiopsis lagerstroemiae        | (Mhaiskar) Y.X. Chen                                                    | 1993           |
| Pestalotiopsis lambertiae            | (Petr.) A.R. Liu, T. Xu & L.D. Guo                                      | 2006           |
| Pestalotiopsis langloisii            | (Guba) Tak. Kobay. & E.D. Guzmán                                        | 1988           |
| Pestalotiopsis laughtonae            | (Doidge) J. Xiang Zhang & T. Xu                                         | 2003           |
| Pestalotiopsis lawsoniae             | (Mundk. & Khesw.) Y.X. Chen                                             | 1994           |
| Pestalotiopsis leprogena             | (Speg.) Kausar                                                          | 1960           |
| Pestalotiopsis leucadendri           | F. Liu, L. Cai & Crous                                                  | 2018           |
| Pestalotiopsis leucopogonis          | Nag Raj                                                                 | 1993           |
| Pestalotiopsis leucothoes            | (R.P. White) Steyaert                                                   | 1949           |
| Pestalotiopsis licualicola           | K. Geng, Yu Song, K.D. Hyde & Yong Wang bis                             | 2013           |
| Pestalotiopsis lijiangensis          | Y.K. Zhou & C.L. Hou                                                    | 2018           |
| Pestalotiopsis lindquistii           | Steyaert                                                                | 1961           |
| Pestalotiopsis linearis              | Maharachch. & K.D. Hyde                                                 | 2012           |
| Pestalotiopsis linguae               | Li Hua, Manawas. & Y.X. Zhang                                           | 2023           |
| Pestalotiopsis loeiana               | Y.R. Sun & Yong Wang bis                                                | 2023           |
| Pestalotiopsis longiappendiculata    | F. Liu & L. Cai                                                         | 2017           |
| Pestalotiopsis longiaristata         | (Maubl.) Kausar                                                         | 1960           |
| Pestalotiopsis longiseta             | (Speg.) K. Dai & Tak. Kobay.                                            | 1990           |
| Pestalotiopsis lucumae               | (Tehon) Rib. Souza                                                      | 1985           |
| Pestalotiopsis lushanensis           | F. Liu & L. Cai                                                         | 2017           |
| Pestalotiopsis macadamiae            | R.G. Shivas & Akinsanmi                                                 | 2016           |
| Pestalotiopsis macadamii             | P.K. Chi                                                                | 2000           |
| Pestalotiopsis macrochaeta           | (Speg.) J. Xiang Zhang & T. Xu                                          | 2003           |
| Pestalotiopsis macrospora            | (Ces.) Steyaert                                                         | 1949           |
| Pestalotiopsis maculans              | (Corda) Nag Raj                                                         | 1985           |
| Pestalotiopsis maculiformans         | (Guba & Zeller) Steyaert                                                | 1949           |
| Pestalotiopsis magnoliae             | J.M. Yen                                                                | 1980           |
| Pestalotiopsis malayana              | Maharachch., K.D. Hyde & Crous                                          | 2014           |
| Pestalotiopsis malicola              | (Hori) X.A. Sun & Q.X. Ge                                               | 1990           |
| Pestalotiopsis mangiferae            | (Henn.) Steyaert                                                        | 1949           |
| Pestalotiopsis mangifolia            | (Guba) J. Xiang Zhang & T. Xu                                           | 2003           |
| Pestalotiopsis matildae              | (Richatt) S.J. Lee & Crous                                              | 2006           |
| Pestalotiopsis mayumbensis           | (Steyaert) Steyaert                                                     | 1949           |
| Pestalotiopsis melaleucae            | (C.C. Chen) Y.X. Chen                                                   | 1994           |
| Pestalotiopsis menezesiana           | (Bres. & Torrend) Bissett                                               | 1983           |
| Pestalotiopsis menhaiensis           | Y.C. Wang, X.C. Wang & Y.J. Yang                                        | 2019           |
| Pestalotiopsis metasequoiae          | (Gucevi?) Nag Raj                                                       | 1993           |
| Pestalotiopsis micheliae             | (Kalani) Y.X. Chen & G. Wei                                             | 2009           |
| Pestalotiopsis microspora            | (Speg.) G.C. Zhao & Nan Li                                              | 1995           |
| Pestalotiopsis millettiae            | (Laughton) Y.X. Chen                                                    | 1994           |
| Pestalotiopsis moluccensis           | Purkay. & A.K. Pal bis                                                  | 1996           |
| Pestalotiopsis monochaeta            | Maharachch., K.D. Hyde & Crous                                          | 2014           |
| Pestalotiopsis monochaetioides       | (Doyer) Steyaert                                                        | 1949           |
| Pestalotiopsis montellica            | (Sacc. & Voglino) Tak. Kobay.                                           | 1974           |
| Pestalotiopsis montellicoides        | Mordue                                                                  | 1986           |
| Pestalotiopsis moorei                | (Harkn.) Nag Raj                                                        | 1993           |
| Pestalotiopsis nanjingensis          | Qin Yang & He Li                                                        | 2021           |
| Pestalotiopsis nanningensis          | Qin Yang & He Li                                                        | 2021           |
| Pestalotiopsis nattrassii            | Steyaert                                                                | 1953           |
| Pestalotiopsis nattrassioides        | G.C. Zhao                                                               | 2012           |
| Pestalotiopsis neglecta              | (Thüm.) Steyaert                                                        | 1953           |
| Pestalotiopsis nelumbonis            | Y.X. Chen & G. Wei                                                      | 2002           |
| Pestalotiopsis neolitseae            | H.A. Ariyaw. & K.D. Hyde                                                | 2018           |
| Pestalotiopsis novae-hollandiae      | Maharachch., K.D. Hyde & Crous                                          | 2014           |
| Pestalotiopsis oenotherae            | Venkatas., Grand & Van Dyke                                             | 1991           |
| Pestalotiopsis oleandri              | (Guba) P.L. Zhu, Q.X. Ge & T. Xu                                        | 1991           |
| Pestalotiopsis oryzae                | Maharachch., K.D. Hyde & Crous                                          | 2014           |
| Pestalotiopsis osyridis              | (Thüm.) H.T. Sun & R.B. Cao                                             | 1990           |
| Pestalotiopsis owenii                | Steyaert                                                                | 1953           |
| Pestalotiopsis oxyanthi              | (Thüm.) Steyaert                                                        | 1949           |
| Pestalotiopsis pachirae              | Y.X. Chen & G. Wei                                                      | 2003           |
| Pestalotiopsis paeoniae              | Steyaert                                                                | 1949           |
| Pestalotiopsis paeoniicola           | (Tsukam. & T. Hino) J.G. Wei & T. Xu                                    | 2005           |
| Pestalotiopsis pallidicolor          | (Speg.) Steyaert                                                        | 1961           |
| Pestalotiopsis pallidotheae          | Kyoto Watan. & Yas. Ono                                                 | 2010           |
| Pestalotiopsis palmarum              | (Cooke) Steyaert                                                        | 1949           |
| Pestalotiopsis palustris             | Nag Raj                                                                 | 1993           |
| Pestalotiopsis pampeana              | (Speg.) A.R. Liu, T. Xu & L.D. Guo                                      | 2006           |
| Pestalotiopsis pandani               | (Verona) A.R. Liu, T. Xu & L.D. Guo                                     | 2006           |
| Pestalotiopsis pandanicola           | Tibpromma & K.D. Hyde                                                   | 2018           |
| Pestalotiopsis papposa               | Steyaert                                                                | 1949           |
| Pestalotiopsis papuana               | Maharachch., K.D. Hyde & Crous                                          | 2014           |
| Pestalotiopsis paraguariensis        | Y.X. Chen                                                               | 1993           |
| Pestalotiopsis parva                 | Maharachch., K.D. Hyde & Crous                                          | 2014           |
| Pestalotiopsis perseae               | Nag Raj                                                                 | 1993           |
| Pestalotiopsis pestalozzioides       | (Dearn. & Fairm.) Nag Raj                                               | 1993           |
| Pestalotiopsis peyronelii            | (Verona) Y.X. Chen                                                      | 1994           |
| Pestalotiopsis phaii                 | Y.X. Chen & G. Wei                                                      | 2003           |
| Pestalotiopsis phoenicis             | (Vize) Y.X. Chen                                                        | 1993           |
| Pestalotiopsis photiniicola          | Ya Ya Chen, K.D. Hyde, Jian K. Liu & Maharachch.                        | 2016           |
| Pestalotiopsis pini                  | A.C. Silva, E. Diogo & H. Braganc?a                                     | 2020           |
| Pestalotiopsis pinicola              | Tibpromma, Karunaratha & Mortimer                                       | 2019           |
| Pestalotiopsis pipericola            | (Mundk. & Khesw.) Y.X. Chen                                             | 1997           |
| Pestalotiopsis piraubensis           | V.P. Abreu & O.L. Pereira                                               | 2023           |
| Pestalotiopsis pittospori            | Court                                                                   | 1955           |
| Pestalotiopsis planimi               | (Vize) Steyaert                                                         | 1949           |
| Pestalotiopsis pleurocrinita         | G.C. Zhao                                                               | 2012           |
| Pestalotiopsis podocarpi             | (Dennis) X.A. Sun & Q.X. Ge                                             | 1990           |
| Pestalotiopsis portugallica          | Maharachch., K.D. Hyde & Crous                                          | 2014           |
| Pestalotiopsis psidii                | (Pat.) Mordue                                                           | 1976           |
| Pestalotiopsis puttemansii           | (Henn.) Rib. Souza                                                      | 1985           |
| Pestalotiopsis puyae                 | (Henn.) Nag Raj                                                         | 1993           |
| Pestalotiopsis pycnoides             | (J.V. Almeida & Sousa da Câmara) Y.X. Chen                              | 1997           |
| Pestalotiopsis pyrrosiae-linguae     | H. Li                                                                   | 2023           |
| Pestalotiopsis quadriciliata         | (Bubák & Dearn.) Bissett                                                | 1983           |
| Pestalotiopsis quercicola            | (Kuhnh.-Lord. & J.P. Barry) X.A. Sun & Q.X. Ge                          | 1990           |
| Pestalotiopsis rapanea               | (Viégas) Rib. Souza                                                     | 1985           |
| Pestalotiopsis rhamni                | (Celotti) Y.X. Chen                                                     | 1997           |
| Pestalotiopsis rhizophorae           | Norphanphoun, T.C. Wen & K.D. Hyde                                      | 2020           |
| Pestalotiopsis rhododendri           | (D. Sacc.) Y.X. Chen                                                    | 1994           |
| Pestalotiopsis rhodomyrti            | Yu Song, K. Geng, K.D. Hyde & Yong Wang bis                             | 2013           |
| Pestalotiopsis rosea                 | Maharachch. & K.D. Hyde                                                 | 2012           |
| Pestalotiopsis royenae               | (Guba) Steyaert                                                         | 1949           |
| Pestalotiopsis sabal                 | Y.R. Xiong & Manawas.                                                   | 2022           |
| Pestalotiopsis saccardensis          | (Guba) Y.X. Chen                                                        | 1993           |
| Pestalotiopsis sapotae               | (Henn.) Rib. Souza                                                      | 1985           |
| Pestalotiopsis schimae               | Y.X. Chen & G. Wei                                                      | 2002           |
| Pestalotiopsis scirpina              | (Ellis & G. Martin) J. Xiang Zhang & T. Xu                              | 2003           |
| Pestalotiopsis scoparia              | Maharachch., K.D. Hyde & Crous                                          | 2014           |
| Pestalotiopsis sequoiae              | W.J. Li & K.D. Hyde                                                     | 2016           |
| Pestalotiopsis shiraiana             | (Henn.) Y.X. Chen                                                       | 1994           |
| Pestalotiopsis shoreae               | Yu Song, Tangthir., K.D. Hyde & Y. Wang                                 | 2014           |
| Pestalotiopsis sichuanensis          | Y.C. Wang, X.C. Wang & Y.J. Yang                                        | 2019           |
| Pestalotiopsis siliquastri           | (Thüm.) Y.X. Chen                                                       | 1993           |
| Pestalotiopsis sinensis              | (C.I. Chen) P.L. Zhu, Q.X. Ge & T. Xu                                   | 1991           |
| Pestalotiopsis smilacicola           | Y.R. Sun & Yong Wang bis                                                | 2023           |
| Pestalotiopsis smilacis              | (Schwein.) B. Sutton                                                    | 1975           |
| Pestalotiopsis sonsensis             | (Henn.) Steyaert                                                        | 1949           |
| Pestalotiopsis sorbi                 | (Pat.) X.A. Sun & Q.X. Ge                                               | 1990           |
| Pestalotiopsis spathulata            | Maharachch., K.D. Hyde & Crous                                          | 2014           |
| Pestalotiopsis spathuliappendiculata | F. Liu, L. Cai & Crous                                                  | 2018           |
| Pestalotiopsis stellata              | (Berk. & M.A. Curtis) H.T. Sun & R.B. Cao                               | 1990           |
| Pestalotiopsis stictica              | (Berk. & M.A. Curtis) Steyaert                                          | 1949           |
| Pestalotiopsis subcuticularis        | (Guba) J.G. Wei & T. Xu                                                 | 2005           |
| Pestalotiopsis submersa              | Sati & N. Tiwari                                                        | 1993           |
| Pestalotiopsis subshorea             | Yong Wang bis, Yu Song, K. Geng & K.D. Hyde                             | 2015           |
| Pestalotiopsis suffocata             | (Ellis & Everh.) J.G. Wei & T. Xu                                       | 2005           |
| Pestalotiopsis sydowiana             | (Bres.) B. Sutton                                                       | 1961           |
| Pestalotiopsis synsepali             | Y.X. Chen & G. Wei                                                      | 2002           |
| Pestalotiopsis taslimiana            | (Mundk. & Khesw.) Kausar                                                | 1960           |
| Pestalotiopsis tecomicola            | Nag Raj                                                                 | 1993           |
| Pestalotiopsis telopeae              | Maharachch., K.D. Hyde & Crous                                          | 2014           |
| Pestalotiopsis terminaliae           | G.P. Agarwal & Hasija                                                   | 1961           |
| Pestalotiopsis termitarii            | Kamil, T.P. Devi, N. Mathur, O. Prakash, P. Pandey, Prabhak. & V. Patil | 2012           |
| Pestalotiopsis terricola             | F. Liu, L. Cai & Crous                                                  | 2018           |
| Pestalotiopsis thailandica           | Norphanphoun, Doilom & K.D. Hyde                                        | 2020           |
| Pestalotiopsis thujicola             | (J.L. Maas) Y. Suto & Tak. Kobay.                                       | 1993           |
| Pestalotiopsis tiliae                | (Guba) Y.X. Chen                                                        | 1994           |
| Pestalotiopsis toxica                | (Ellis & Everh.) X.A. Sun & Q.X. Ge                                     | 1990           |
| Pestalotiopsis trachycarpicola       | Yan M. Zhang & K.D. Hyde                                                | 2012           |
| Pestalotiopsis trichocladi           | (Laughton) Steyaert                                                     | 1954           |
| Pestalotiopsis triseptata            | A.K. Agarwal & S. Chauhan                                               | 1989           |
| Pestalotiopsis triseta               | (M. Moreau & Moreau) Steyaert                                           | 1949           |
| Pestalotiopsis unicolor              | Maharachch. & K.D. Hyde                                                 | 2012           |
| Pestalotiopsis uvicola               | (Speg.) Bissett                                                         | 1983           |
| Pestalotiopsis ventricosa            | (Nann.) Y.X. Chen                                                       | 1994           |
| Pestalotiopsis verruculosa           | Maharachch. & K.D. Hyde                                                 | 2012           |
| Pestalotiopsis versicolor            | (Speg.) Steyaert                                                        | 1949           |
| Pestalotiopsis virgatula             | (Kleb.) Steyaert                                                        | 1949           |
| Pestalotiopsis vismiae               | (Petr.) J. Xiang Zhang & T. Xu                                          | 2003           |
| Pestalotiopsis westerdykiae          | Steyaert                                                                | 1949           |
| Pestalotiopsis woodfordiae           | G.P. Agarwal & Hasija                                                   | 1961           |
| Pestalotiopsis yanglingensis         | F. Liu & L. Cai                                                         | 2017           |
| Pestalotiopsis yunnanensis           | J.G. Wei, T. Xu & L.D. Guo                                              | 2012           |
| Pestalotiopsis zhaoqingensis         | H.J. Zhao & W. Dong                                                     | 2023           |